# Proserpinus ulalume
Proserpinus ulalume är en fjärilsart som beskrevs av John Kern Strecker 1878. Proserpinus ulalume ingår i släktet Proserpinus och familjen svärmare. Inga underarter finns listade i Catalogue of Life.